# فلوسیندول
فلوسیندول (به انگلیسی: Flucindole) یک داروی ضدروان پریشی با ساختار سه‌حلقه‌ای است که هرگز به بازار عرضه نشده‌است. این ماده مشتق ۸٬۶-دی‌فلورو از سیکلیندول است.